# 圣索沃尔 (吉伦特省)
圣索沃尔（法語：Saint-Sauveur，法語發音：[sɛ̃ sovœʁ] ⓘ）是法国吉伦特省的一个市镇，位于该省西北部，梅多克半岛上，属于莱斯帕尔梅多克区。

## 地理
圣索沃尔（45°12'8"N, 0°50'6"W）面积21.89 平方千米，位于法国新阿基坦大区吉倫特省，该省份为法国西南部沿海省份，是法國本土面积最大的省，北起滨海夏朗德省，西临大西洋，南至朗德省，东南接洛特-加龍省，东临多爾多涅省。
与圣索沃尔接壤的市镇（或旧市镇、城区）包括：波亚克、锡萨克梅多克、圣洛朗梅多克。

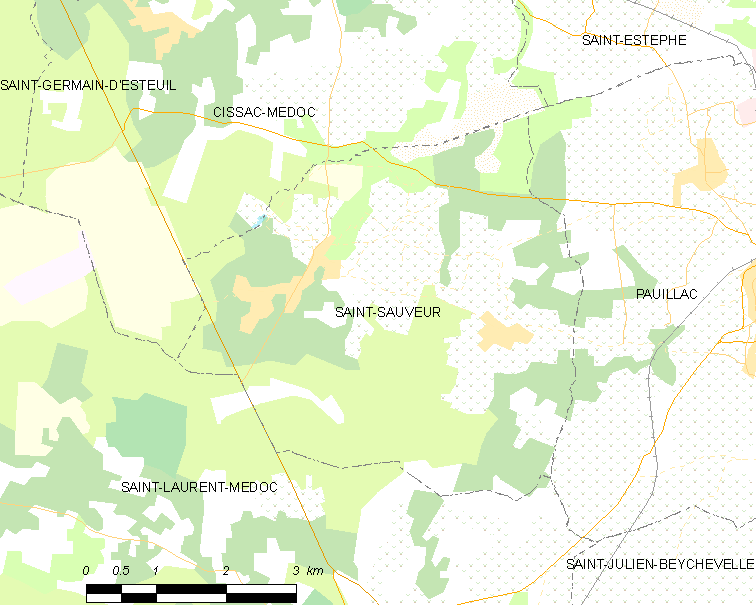
的OSM定位图

圣索沃尔的时区为UTC+01:00、UTC+02:00（夏令时）。

## 行政
圣索沃尔的邮政编码为33250，INSEE市镇编码为33471。

## 政治
圣索沃尔所属的省级选区为北梅多克县。

## 人口

1962-2008年间人口变化图示

圣索沃尔于2022年1月1日时的人口数量为1262人。